# Fernando Parrado
Fernando Parrado (ur. 9 grudnia 1949 w Montevideo) – urugwajski przedsiębiorca, producent i prezenter telewizyjny, rugbysta i kierowca wyścigowy, jeden z szesnastu ocalałych z katastrofy lotu Fuerza Aérea Uruguaya 571.

## Życiorys
Był drugim dzieckiem przedsiębiorcy Selera Parrado i Eugenii z Dolgayów. Miał dwie siostry: starszą Gracielę (ur. 1947) i młodszą Susanę (1952–1972). Od wczesnego dzieciństwa stworzył z Susaną wyjątkową więź. Gdy byli młodsi, czuwał nad nią, gdy bawiła się na plaży, a gdy dorastali, towarzyszył jej w wyjściach ze znajomymi.
Ukończył szkołę Colegio Stella Maris. W wieku 16 lat wyjechał na roczną wymianę uczniowską do Stanów Zjednoczonych, podczas której mieszkał i uczęszczał do szkoły w Michigan.
W okresie nauki w Collegio Stella Maris zaczął trenować rugby w XV Stella Maris First, juniorskiej drużynie Old Christians Club. W 1967 przeszedł do głównego zespołu.
12 października 1972 znalazł się wraz z matką i młodszą siostrą na pokładzie samolotu, którym jego drużyna udawała się na wyjazd sparingowy do Chile. W trakcie lotu siedział w prawym rzędzie siedzeń, początkowo przy oknie, obok swojego przyjaciela Francisca Abala. Jednak później zamienili się miejscami i Fernando usiadł po stronie przejścia. Po południu samolot musiał lądować w Mendozie w Argentynie z powodu złych warunków pogodowych. Lot kontynuowano nazajutrz, 13 października. Dwadzieścia minut przed planowanym lądowaniem w Santiago samolot rozbił się o bezimienne wzniesienie w pobliżu wulkanu Tinguiririca. Parrado odniósł ciężkie obrażenia, miał pękniętą czaszkę i był nieprzytomny. Został przeniesiony na tył samolotu, gdzie układano ciężej rannych. Trzeciego dnia po katastrofie odzyskał przytomność. Dowiedział się wówczas, że jego matka nie żyje, a siostra jest ciężko ranna. Kolejne dni poświęcił na opiekę nad Susaną. Dziewczyna zmarła w jego ramionach wieczorem 21 października, ósmego dnia po wypadku. Kolejnego dnia Fernando pochował ją w śniegu. 12 grudnia wraz z Roberto Canessą wyruszył przez góry na zachód w stronę Chile, aby sprowadzić pomoc. 20 grudnia spotkali oni chilijskiego pasterza Sergio Catalána, który zawiadomił policję. 22 grudnia Parrado uczestniczył w ekspedycji ratunkowej, która ewakuowała pozostałych ocalałych.
Po powrocie do Urugwaju rozpoczął karierę profesjonalnego kierowcy wyścigowego, którą kontynuował do końca lat 70., wygrywając kilka mniejszych wyścigów.

## Życie prywatne
W 1982 poślubił Veronique Van Wassenhove. Mają dwie córki: Verónicę (ur. 1983) i Cecilię (ur. 1985).
Po śmierci ojca, w 2008, odziedziczył połowę udziałów w rodzinnej firmie La Casa del Tornillo. Oprócz tego posiada własną firmę, zajmującą się produkcją telewizyjną.

## Odniesienia w kulturze
Szczególna relacja Fernando i Susany sprawiła, że stali się oni wzorem idealnego rodzeństwa, a Fernando – symbolem poświęcenia dla umierającej siostry.
W amerykańskim filmie katastroficznym Alive, dramat w Andach z 1993 w jego rolę wcielił się Ethan Hawke.